# Parc linéaire

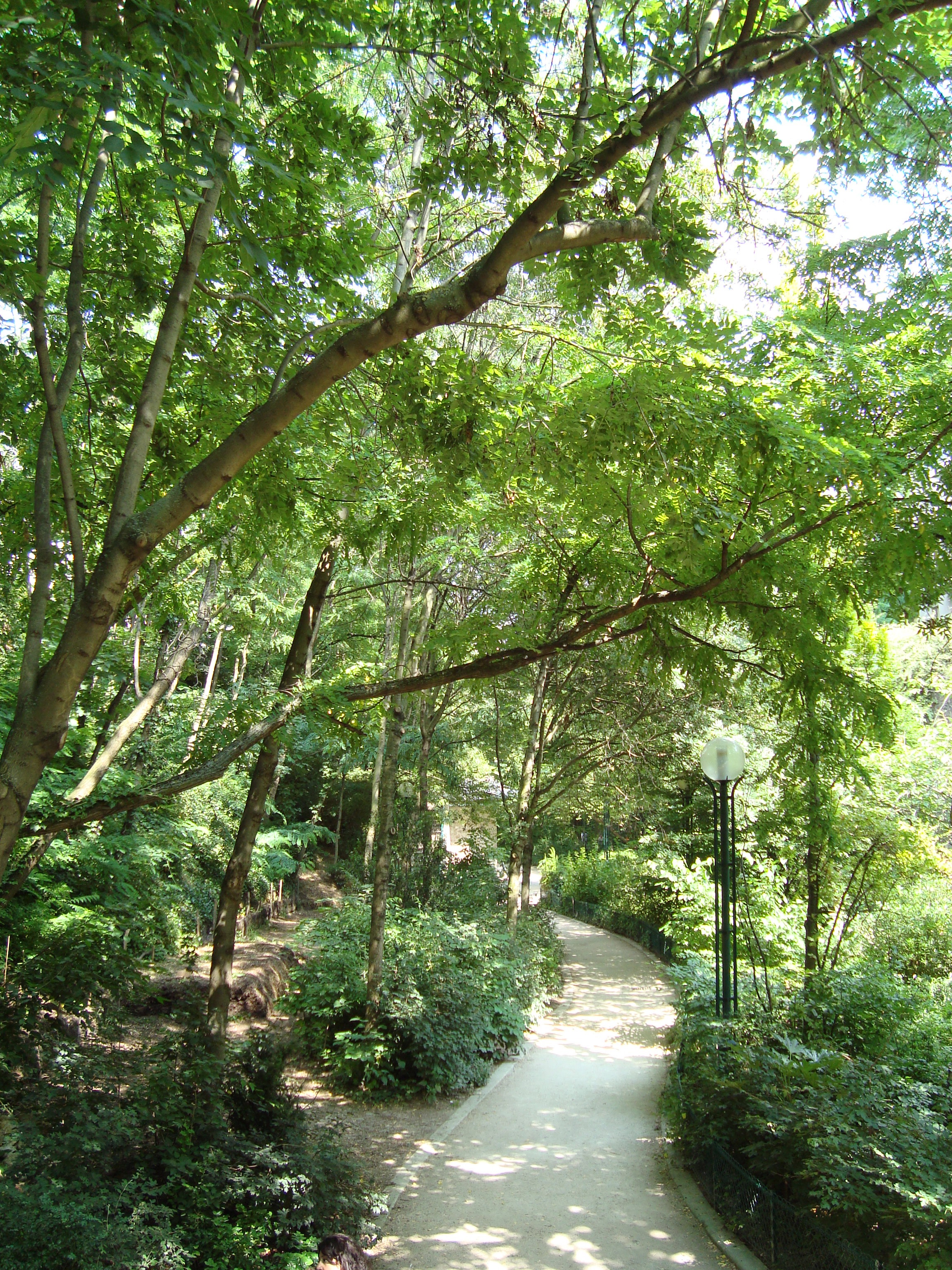
La Coulée verte René-Dumont à Paris, anciennement Promenade plantée.

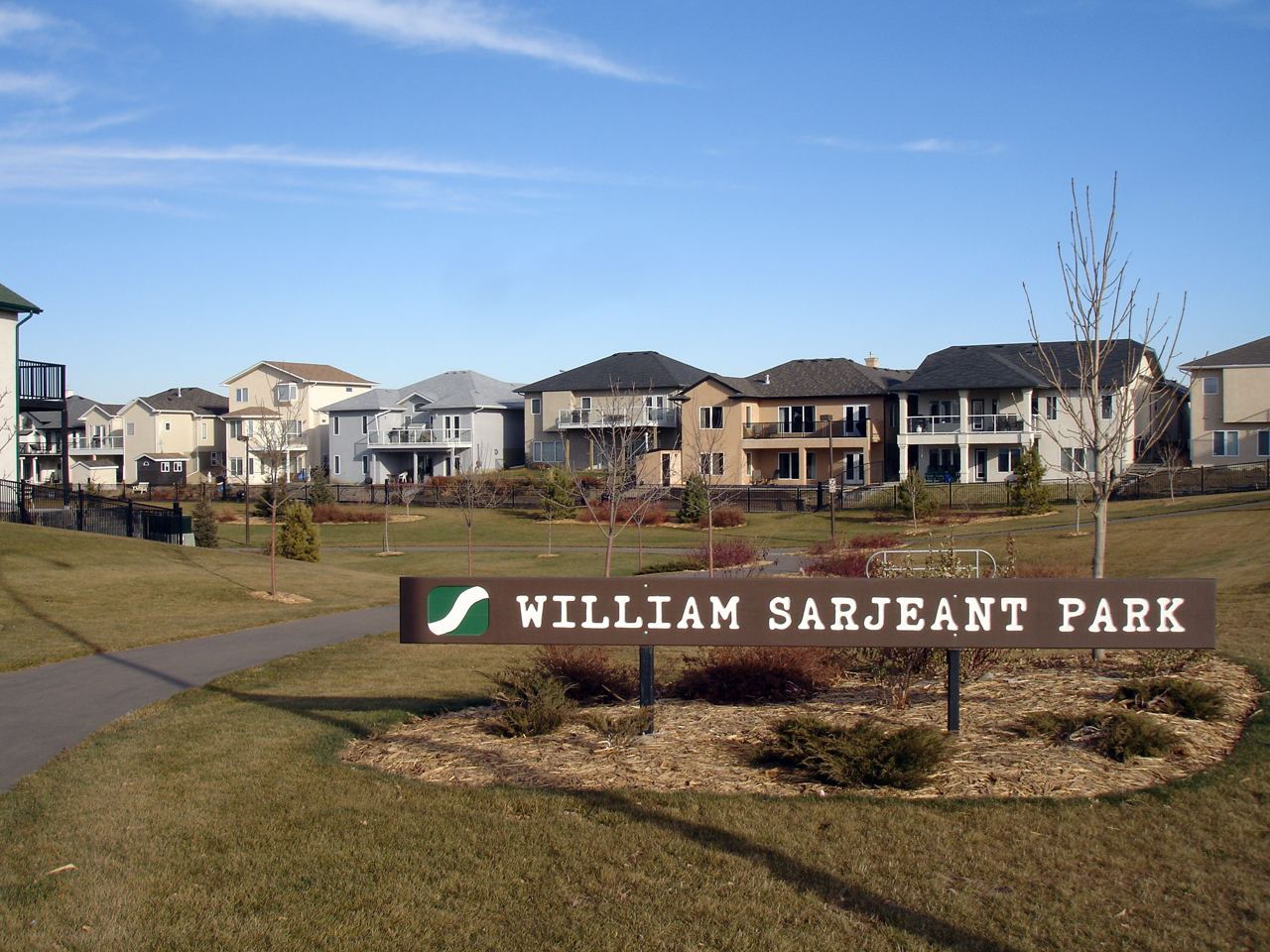
William Sarjeant Park, l'un des espaces verts d'un parc linéaire à Willowgrove, Saskatoon, Canada.

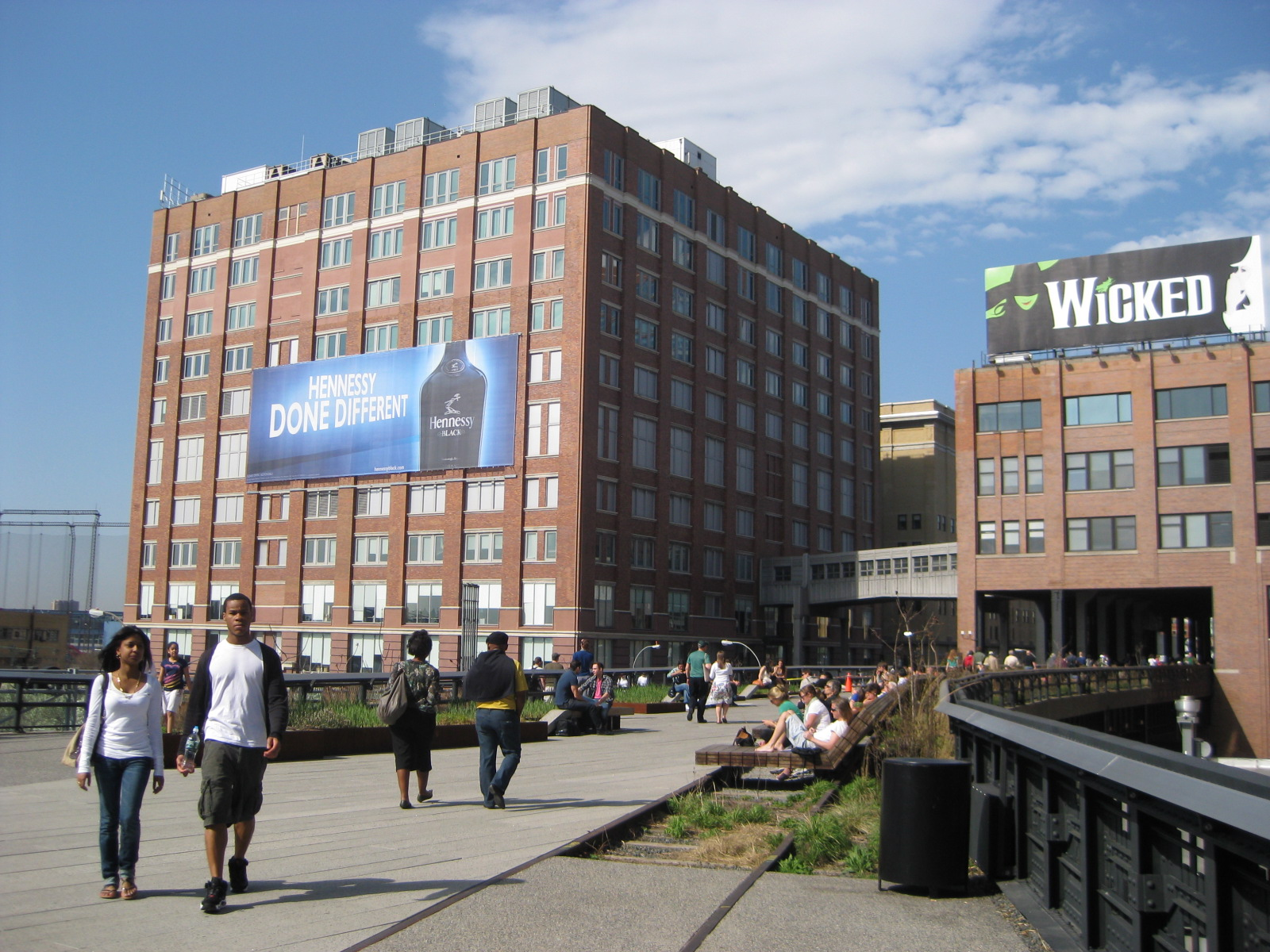
La High Line à New York, États-Unis, ancienne voie ferrée reconvertie.

Un parc linéaire est un espace vert qui est beaucoup plus long que large.

## Caractéristiques
Les parcs linéaires peuvent prendre des formes très différentes, leur caractéristique commune étant essentiellement de posséder une longueur totale nettement plus grande que leur largeur.
Certains parcs linéaires résultent de la conversion d'anciennes voies ferrées en chemins destinées à un usage récréatif. D'autres utilisent des bandes d'espace public à proximité de canaux, cours d'eau, lignes électriques, routes, côtes, etc.
Dans certaines villes, des parcs linéaires traversent des zones résidentielles : les façades des habitations sont tournées vers les rues tandis que leur face arrière est dirigée vers des parcs contenant un sentier, des arbres et de la pelouse : certaines villes canadiennes, comme Saskatoon, suivent ce principe. Dans les villes où le terrain inclut des plaines d'inondation, elles peuvent faire l'objet d'un traitement d'agrément : Milton Keynes, en Angleterre, fait grand usage de ce principe.
Une voie-promenade peut faire référence à une route flanquée d'un parc linéaire.
Une ceinture verte peut être considérée comme un parc linéaire.